# La Route
La Route és una pel·lícula documental rodada el 1972 i estrenada el 1975. Fou dirigida per Jean-François Bizot, coautor del guió amb Patrick Rambaud.

## Sinopsi
Morin es troba perdut i marginal, i decideix embarcar-se cap a Àsia. Pel camí es troba amb el Mercadet, tan perdut com ell, i Jo, un estudiant que s'ha convertit en músic. Tots tres van pel mateix camí, però mentre que Jo es queda a Àsia, Morin i Mercadet tornen a França.

## Repartiment
- Pierre-Louis Morin
- Féodor Atkine
- Georges Ohanessian
- Léon Mercadet